# Botyodes
Botyodes is een geslacht van vlinders uit de familie van de grasmotten (Crambidae), uit de onderfamilie van de Spilomelinae. De wetenschappelijke naam van dit geslacht is voor het eerst voorgesteld door Achille Guenée in een publicatie uit 1854.

## Soorten
- Botyodes andrinalis Viette, 1958
- Botyodes asialis Guenée, 1854
- Botyodes borneensis Munroe, 1960
- Botyodes brachytorna Hampson, 1912
- Botyodes diniasalis (Walker, 1859)
- Botyodes fraterna Moore, 1888
- Botyodes fulviterminalis Hampson, 1899
- Botyodes principalis Leech, 1889
- Botyodes rufalis Hampson, 1896